# Frank Schwalba-Hoth
 (septembre 2009).
Si vous disposez d'ouvrages ou d'articles de référence ou si vous connaissez des sites web de qualité traitant du thème abordé ici, merci de compléter l'article en donnant les références utiles à sa vérifiabilité et en les liant à la section « Notes et références ».
Frank Schwalba-Hoth, né le 12 décembre 1952 est un homme politique allemand, membre des Verts, ancien membre du Landtag de Hesse ainsi que du Parlement européen. 

## Biographie

### Études
Après son service militaire qu'il termine au grade de lieutenant, il fait ses humanités à l'université de Marbourg, terminant en 1981.

### Carrière militante
Entre 1979 et 1980, il est président du parlement des étudiants de son université. Il fonde ensuite le premier groupe étudiant écologiste (Grün-Bunt-Alternative Liste, GBAL) d'Allemagne ainsi que le premier gouvernement étudiant vert (Allgemeiner Studentenausschuss, AStA) d'une université allemande.
De plus, il est actif dans des initiatives telles que le 3e tribunal Russell international, dont le but est d'examiner la situation des droits de l'homme dans la République fédérale d'Allemagne, ou encore dans les médias, à travers le « Service d'informations des nouvelles supprimées » (Informationsdienst zur Verbreitung unterbliebener Nachrichten, ID).

### Carrière politique
En 1978 Schwalba-Hoth est le cofondateur de plusieurs plusieurs formations écologistes telles que le GLW et le GLH. En 1980, il compte parmi les cofondateurs des Verts, dont il est entre 1981 et 1982 l'un des deux coprésidents et le porte-parole au sein du Land de Hesse. Il est alors considéré comme un représentant de l'aile la plus radicale du parti, appelée « fundis ».
De décembre 1982 à août 1983, il est membre du Lantag du land de Hesse. Il introduit alors un projet de loi concernant la formation des enseignants qui devient la toute première loi émanant des Verts à être adoptée par un parlement régional allemand.
Alors que le mouvement de paix proteste contre les intentions américaines d'installer des missiles de nouvelle génération sur le territoire allemand, Schwalba-Hoth, qui soutient la protestation, projette son propre sang sur les médailles du général S. Williams, un général américain basé à Francfort-sur-le-Main, au cours d'une réception parlementaire à Wiesbaden. Cet événement fait l'objet de controverses virulentes au sein de l'espace public : alors que la majorité de la presse condamne cet acte, celui-ci est loué par la majorité des membres de son parti ainsi que par les représentants du mouvement pacifiste.
De 1984 à 1987, Schwalba-Hoth est membre du Parlement européen. Il est vice-président de la commission des pétitions entre 1986 et 1987 et est l'un des deux coprésidents du groupe Arc-en-ciel. En raison du principe de « rotation », il démissionne au milieu de la législature.

### Carrière de consultant et de stratège politique
Après avoir été responsable du bureau de Greenpeace auprès de l'UE, il fonde en collaboration avec Silvana Koch-Mehrin (également membre des Verts) la société de conseil, Conseillé+Partners. À partir de 2002, il travaille en tant qu'analyste et stratège politique indépendant.
Pendant plusieurs années, il travaille pour le programme TEAP (TACIS Environmental Awareness Raising Programme) de la Commission européenne dans les États de l'ancienne Union soviétique et de la Mongolie. Il participe à la ratification de la Convention d'Aarhus en Moldavie et en Ukraine. 
Il est spécialisé dans des domaines tels que la société civile, le développement durable, l'énergie, les politiques environnementales ou encore, le développement institutionnel de l'Union européenne. À partir de 1989, il organise, sur une base mensuelle, des dîners informels de réseautage, dits « Soirée internationale ». Ces soirées rassemblent entre 60 et 80 participants issus d'horizons divers, tant sur le plan culturel que national, professionnel, ou social. À partir de 2006, Schwalba-Hoth est membre du conseil consultatif du « Right Livelihood Foundation » (fondé par Jakob von Uexküll), une fondation qui décerne chaque année, au mois de décembre, le prix Nobel alternatif. 
En 2011, il organise (avec Jean-Francois Bofwa) l’agenda européen et américain d'Étienne Tshisekedi wa Mulumba, candidat présidentiel de la République démocratique du Congo (RDC). Il publie en 2011-2012 le EU Stakeholder Directory, un répertoire de 900 pages imprimées et en ligne 
Depuis 2013 il est membre du conseil d'administration de l'European Quarter Management Fund (EQuAMA), basé à Bruxelles. Il est aussi depuis 2014 membre de « EU Community Advisory Council » d'EurActiv, bulletin d'information sur le web ainsi que, depuis 2015, du Conseil Consultatif des Affaires (CCAE) de la Commune d'Ixelles.
Depuis 2019, membre du jury du Prix "European Women's Leadership Award (EWILA")

### Biographie
- Fraktion der Grünen im Hessischen Landtag, Broschüre Die Würde einer Uniform ist antastbar- eine Dokumentation, août 1983
- Lothar Bembenek, Frank Schwalba-Hoth, Hessen hinter Stacheldraht, verdrängt und vergessen: KZs, Lager, Aussenkommandos, Francfort, Eichborn Verlag, 1984
- Katja Ridderbusch, Der Tross von Brüssel, Vienne, Czernin Verlag, 2006
- Frank Schwalba-Hoth, Stakeholder.eu, The Directory for Brussels, Berlin, Lexxion Verlag, 2011 et 2012.